# 2018년 동계 올림픽 에리트레아 선수단
2018년 동계 올림픽 에리트레아 선수단은 대한민국 평창군에서 개최될 2018년 동계 올림픽에 참가할 예정인 올림픽 에리트레아 선수단이다. 에리트레아로서는 이번이 첫 동계올림픽 참가이다. 에리트레아 선수단은 알파인스키에 참가하는 섀넌오그바니 아베다 선수 한 명으로, 개막식에서 에리트레아 국기를 들고 입장할 예정이다.

## 참가 선수
다음은 종목별 참가 선수 규모이다.
| 종목       | 남자 | 여자 | 합계 |
| ---------- | ---- | ---- | ---- |
| 에리트레아 | 1    | 0    | 1    |
| 합계       | 1    | 0    | 1    |

### 알파인 스키
에리트레아에 배정된 선수는 한 명으로, 캐나다 출생의 스키 선수 섀넌오그바니 아베다이다. 아베다 선수는 오스트리아 인스부르크에서 열린 2012년 동계 청소년 올림픽에서도 에리트레아 국가대표로 출전한 경험이 있다.
| 선수                | 종목        | 1차  | 1차  | 2차  | 2차  | 최종 | 최종 |
| 선수                | 종목        | 시간 | 순위 | 시간 | 순위 | 시간 | 순위 |
| ------------------- | ----------- | ---- | ---- | ---- | ---- | ---- | ---- |
| 섀넌오그바니 아베다 | 남자 대회전 |      |      |      |      |      |      |
| 섀넌오그바니 아베다 | 남자 회전   |      |      |      |      |      |      |

## 메달 집계

### 종목별 메달 집계
| 종목 | 1 | 2 | 3 | 합계 |
| 합계 |   |   |   |      |